# Politechnika Federalna w Zurychu

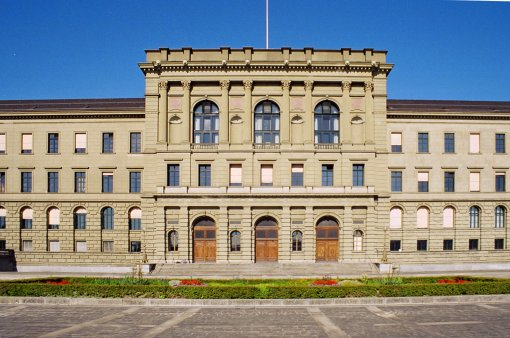
ETH Zürich Zentrum

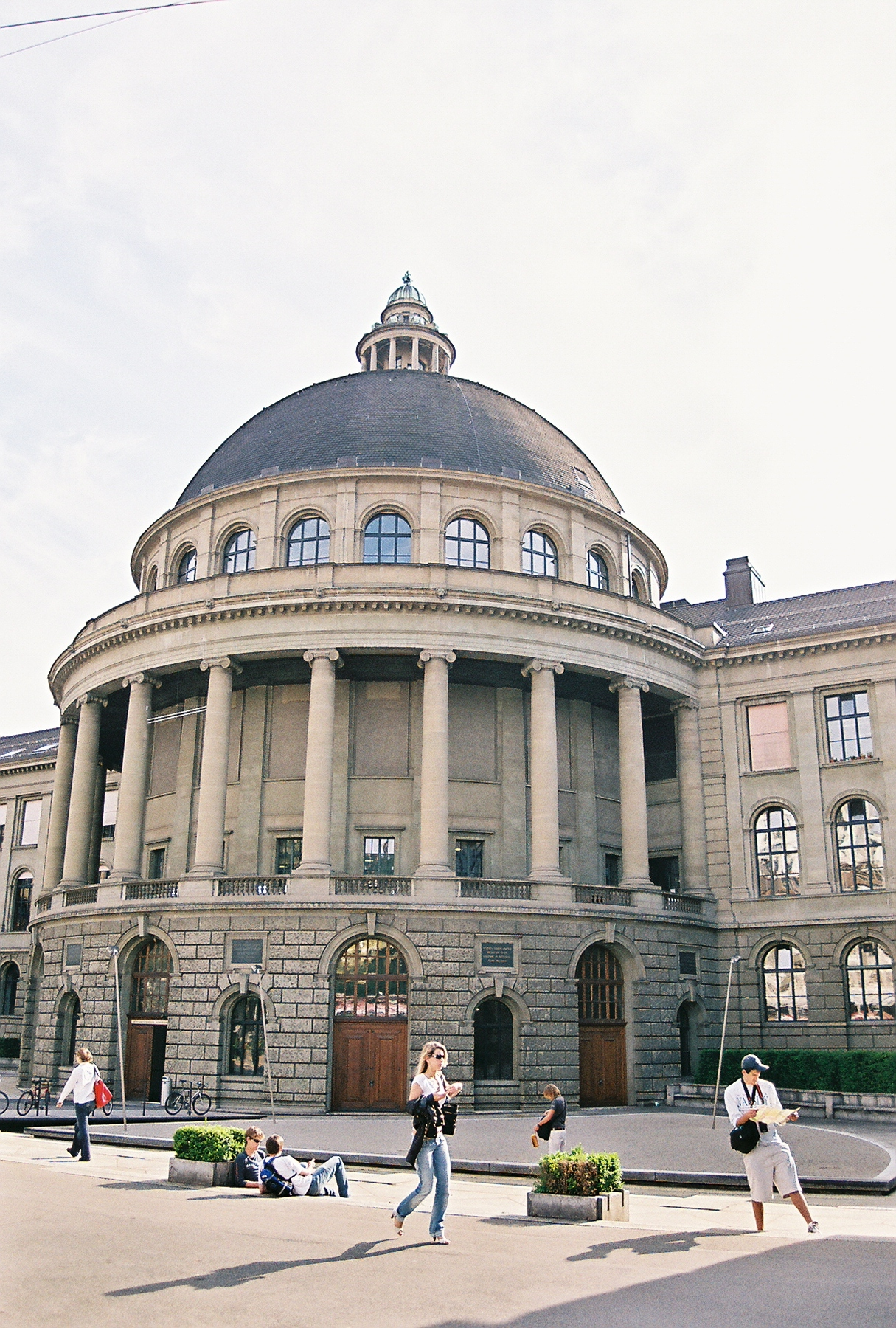

Politechnika Federalna w Zurychu (niem. Eidgenössische Technische Hochschule Zürich, ETHZ) – politechnika założona w 1854 w Zurychu.
Ranking QS World University Rankings uważa Politechnikę Federalną w Zurychu za najlepszą politechnikę w Europie i jedną z najlepszych na świecie, zwłaszcza pod względem chemii, fizyki, elektroniki, mechaniki i informatyki. Należy do obszaru ETH i jest członkiem Ligi IDEA.
Oficjalne skróty nazwy w czterech językach narodowych:
- ETHZ – Eidgenössische Technische Hochschule Zürich (niem.)
- EPFZ – École Polytechnique Fédérale de Zurich      (fr.)
- SPFZ – Scuola Politecnica Federale di Zurigo       (wł.)
- SPFT – Scola Politecnica Federala da Turitg         (retorom.)

## Historia
ETHZ została założona w 1854 przez Konfederację Szwajcarską, pierwotnie jako politechnika (Eidgenössische Polytechnische Schule). Pierwszy nabór studentów miał miejsce w 1855. Na początku swojej działalności składała się z sześciu wydziałów: architektury, inżynierii lądowej, mechanicznego, chemicznego, leśnictwa oraz interdyscyplinarnego wydziału matematyki, biologii, literatury i nauk społecznych.
ETHZ jest politechniką federalną, grupującą szereg instytutów, znajdującą się pod bezpośrednią kontrolą Konfederacji Szwajcarii, w odróżnieniu od Uniwersytetu Zuryskiego, który podlega lokalnemu rządowi kantonu Zurych.
Gmach główny ETHZ został wybudowany w latach 1861–1864 przez Gustava Zeunera. Architektem był Gottfried Semper, profesor architektury na ETHZ w tym czasie. Południowe skrzydło budynku zostało przeznaczone dla Uniwersytetu w Zurychu, dopóki nie został zbudowany jego gmach główny (1912–1914). W mniej więcej tym czasie, budynek ETHZ Sempera został rozbudowany o robiącą duże wrażenie kopułę.
W 1909 program studiów na ETHZ został zmieniony.

## Życie studenckie
W 2001 na ETHZ studiowało 11 927 studentów, pracowało 330 profesorów i 840 wykładowców. Liczba studentów cały czas rośnie: w 2004 było ich 12 626.
Pochodzenie ETHZ od szkoły zawodowej cały czas wpływa na jego obecny program studiów. Występuje tu więcej ograniczeń niż na innych uniwersytetach. Nie ma żadnych egzaminów podczas pierwszego roku studiów; egzaminy dla wszystkich kursów pierwszego roku zaczynają się dopiero podczas przerwy letniej i są zwane „Basisprüfung” (egzaminy podstawowe). Basisprüfung powoduje, że podwoje ETHZ opuszcza ponad 50% studentów pierwszego roku. Ponieważ ETHZ jest instytucją federalną, nie ma żadnych wymogów wstępnych dla szwajcarskich studentów, oprócz matury. (Większość studentów zagranicznych musi zdać egzaminy wstępne.) Możliwe jest także dostać się do ETHZ bez dyplomu maturalnego poprzez zdanie egzaminu obejmującego pełny zakres programu szkoły średniej. Wilhelm Röntgen jest sławnym przykładem takiej właśnie procedury. ETHZ posiada limit rozdawanych dyplomów.
Przyjacielska rywalizacja pomiędzy ETHZ i sąsiadującym z nim uniwersytetem jest cały czas kultywowana od początków ich istnienia. Od 1951 odbywają się coroczne zawody wioślarskie pomiędzy załogami tych dwóch instytucji na rzece Limmat.
Raz do roku, główny budynek ETHZ zmienia się w wielką salę balową, gdzie odbywa się doroczny Polyball, który jest organizowany przez stowarzyszenie studenckie.

## Miejsce ETH Zurych w międzynarodowych rankingach uczelni wyższych
Według Akademickiego Rankingu Uniwersytetów Świata ETHZ zajmuje:
- jako uczelnia wyższa (uniwersytety i politechniki razem):
  - 23. miejsce na świecie
  - 4. miejsce w Europie

- jako uczelnia techniczna (politechnika):
  - 3. miejsce na świecie
  - 1. miejsce w Europie

## Wydziały
W 2004 ETHZ składała się z następujących wydziałów:
- Rolnictwa i Nauk o Żywieniu
- Architektury
- Inżynierii Lądowej, Inżynierii Środowiska i Geodezji
- Zarządzania Przemysłem i Produkcji
- Biologii
- Chemii i Biotechnologii Stosowanej
- Nauk o Ziemi
- Nauk Humanistycznych, Społecznych i Politycznych
- Informatyki
- Techniki Informatycznej i Elektrotechniki
- Matematyki
- Inżynierii Materiałowej
- Mechaniki i Inżynierii Procesowej
- Fizyki
- Inżynierii Środowiska

## Znani absolwenci

### Laureaci Nagrody Nobla
Z ETHZ związanych było lub jest 21 laureatów Nagrody Nobla, w tym 10 z chemii, 9 z fizyki i 2 z medycyny. Są to:
- 1901 Wilhelm Röntgen (fizyka) – student
- 1913 Alfred Werner (chemia) – profesor
- 1915 Richard Martin Willstätter (chemia) – profesor
- 1918 Fritz Haber (chemia) – student
- 1920 Charles Édouard Guillaume (fizyka) – student
- 1921 Albert Einstein (fizyka) – student matematyki i fizyki w latach 1896–1900, profesor fizyki teoretycznej w latach 1912–1916
- 1936 Peter Debye (chemia) – profesor
- 1938 Richard Kuhn (chemia) – profesor od 1926 do 1929
- 1939 Leopold Ruzicka (chemia) – profesor
- 1943 Otto Stern (fizyka) – starszy wykładowca (1914)
- 1945 Wolfgang Pauli (fizyka) – profesor
- 1950 Tadeus Reichstein (medycyna) – absolwent 1920, doktorat 1922
- 1952 Felix Bloch (fizyka) – student
- 1953 Hermann Staudinger (chemia) – wykładowca od 1912 do 1926
- 1975 Vladimir Prelog (chemia) – profesor
- 1978 Werner Arber (medycyna) – student
- 1986 Heinrich Rohrer (fizyka) – student
- 1987 Georg Bednorz i Alexander Müller (fizyka) – obydwaj studiowali na ETHZ
- 1991 Richard Ernst (chemia) – profesor
- 2002 Kurt Wüthrich (chemia) – profesor

### AkademicyETHZ
- Jacques Herzog, architekt – absolwent, profesor od 1999
- Heinz Hopf, matematyk – profesor 1931–1965
- Christian Kerez, architekt – absolwent 1988, profesor od 2001
- Robert Maillart, inżynier, architekt – absolwent 1894, profesor 1911
- Pierre de Meuron, architekt – absolwent, profesor od 1999
- Karl Moser, architekt – absolwent 1882, profesor 1915–1928
- Valerio Olgiati, architekt – absolwent 1986, profesor zaproszony ETHZ 1998-2000
- Aldo Rossi, architekt – profesor zaproszony ETHZ 1972–1974
- Luigi Snozzi, architekt – absolwent 1957, profesor zaproszony ETHZ 1973-1975
- Livio Vacchini, architekt – absolwent 1958, profesor zaproszony ETHZ 1976
- Niklaus Wirth, inżynier informatyki, (od 1999 profesor honorowy), zdobywca Nagrody Turinga w 1984
- Raphael Zuber, architekt – absolwent 2001, profesor zaproszony ETHZ 2017-2018

### AbsolwenciETHZ
- Santiago Calatrava, architekt, inżynier – absolwent 1979, asystent 1980
- Aurelio Galfetti, architekt – absolwent 1960
- Christian Kerez, architekt – absolwent 1988
- Valerio Olgiati, architekt – absolwent 1986
- Raphael Zuber, architekt – absolwent 2001

### Inni
- Hendrik Petrus Berlage, architekt – student
- Max Frisch, architekt – student
- Bernard Tschumi, architekt – student
- Toni Zweifel, inżynier, pracownik Instytutu Termodynamiki i kierownik domu studenckiego, działacz Opus Dei, Sługa Boży
- Simon Ammann, skoczek narciarski – obecnie student ETHZ

## Polacy naETHZ

### AkademicyETHZ
- Gabriel Narutowicz (1865–1922) – inżynier hydrotechnik, najpierw student ETHZ, a w latach 1907–1919 profesor w katedrze budownictwa wodnego, 1913–1919 dziekan; prezydent Polski
- Jan Weyssenhoff (1889–1972) – fizyk, doktorant i asystent na ETHZ, następnie profesor Uniwersytetu Wileńskiego, Jagiellońskiego i Politechniki Lwowskiej

### AbsolwenciETHZ
- Jan Rajchman, informatyk – absolwent 1935 (licencjat), doktorat 1938 - syn Ludwika Rajchmana
- Zdzisław Pręgowski (1912–1998) – architekt, inżynier, absolwent ETHZ z 1945
- Olgierd  Brzeski (1921–2000) – doktor chemii, założyciel Fundacji Brzeskich, honorowy obywatel Wrześni[3]